# Сільськогосподарське училище імені Веніаміна та Сари Тонгур
Прибрежненський аграрний коледж — навчальний заклад аграрного профілю в селі Прибрежне (Кара-Топе) Євпаторійського району Автономної Республіки Крим. Заснований у 1912 році як Сільськогосподарське училище імені Веніаміна та Сари Тонгур, навчальний заклад аграрного профілю в Євпаторійському повіті Таврійської губернії.

## Історія
Училище побудовано в 1912 році в селі Кара-Тобе Сакської волості Євпаторійського повіту і існує по теперішній час як Прибережненський аграрний коледж. Утримувалося училище на кошти держави, приватні пожертви та відсотки від капіталу В. Тонгура.
Засновник — житель Євпаторії Веніамін Бабакаєвич Тонгур (1831—1893). Він народився і все життя прожив у Євпаторії, згодом потомствений почесний громадянин. Будучи сином бідних батьків, він, завдяки своїй енергії і заповзятливості, створив ряд великих соляних промислів, сільських господарств і до кінця життя в Криму був одним з найбагатших господарів серед караїмів (стан його становив 2 млн рублів).
43 тис. з них він заповідав на заснування училища. На будівництво училища департаментом землеробства було відведено 500 десятин землі в районі селища Кара-Тобе. У момент заснування училище складалося з трьох класів основних і четвертого додаткового, що готував молодший Агрономічний персонал. У перший основний клас приймалася молодь, яка закінчила двокласне сільське училище, але так як таких училищ поблизу Євпаторії було мало, перші чотири роки відкривався додатковий підготовчий клас. З Департаменту землеробства були виділені кошти на обзаведення господарством, при училищі була влаштована молочна ферма. До програми училища входили предмети загальноосвітні та спеціальні з агрономії та тваринництва. Навчання було безкоштовним, число учнів становило 80 осіб.
Протягом багатьох років змінювалися назва і напрямок підготовки фахівців для сільського господарства півдня України.
У серпні 1964 року на базі радгоспу «Володимирівський» та Прибрежненського сільськогосподарського технікуму був організований Прибрежненський радгосп-технікум.
У 1997 році радгосп-технікум був поділений на радгосп «Прибережний» та Прибережненський технікум, який увійшов до структури Кримського державного аграрного університету (з 2003 року — агротехнологічного). У 2004 році технікум був реорганізований до Прибережньонського аграрного коледжу у складі Національного аграрного університету (з 2008 року — Національний університет біоресурсів та природокористування)
На території коледжу знаходяться залізнична платформа «Технікум» сполучення Сімферополь-Євпаторія, автобусна зупинка, пошта, фельдшерсько-акушерський пункт і об'єкти торгівлі.